# Budynek przy ul. Bydgoskiej 26 w Toruniu
Budynek przy ul. Bydgoskiej 26 w Toruniu – zabytkowy budynek w Toruniu, mieszczący się przy ul. Bydgoskiej 26, gdzie w latach 1921–1926 mieścił się pensjonat Zofiówka.

## Historia
Budynek powstał w 1876 roku, w konstrukcji muru pruskiego. W 1921 roku Kazimiera Żuławska, wdowa po Jerzym Żuławskim, założyła w budynku pensjonat Zofiówka (znany również pod nazwą Zofijówka). Działający do 1926 roku pensjonat stał się miejscem spotkań toruńskich artystów. Gościli w nim m.in.: Stanisław Ignacy „Witkacy” Witkiewicz, Tymon Niesiołowski, Juliusz Osterwa. To tu zrodziła się idea wystawienia w toruńskim teatrze prapremier dwóch awangardowych sztuk Witkacego: W małym dworku (1923) i Wariat i zakonnica (1924, na żądanie cenzury sztukę wystawiono pod tytułem Wariat i pielęgniarka). Zofiówka była jednym z ostatnich salonów artystycznych, gdzie gromadzili się toruńscy artyści reprezentujący Młodą Polskę. Po 1926 roku budynek kilkakrotnie zmieniał właściciela. W latach 60. podzielono w budynku oddzielne mieszkania na mniejsze. W nocy z 11 na 12 października 2013 roku budynek spłonął. W 2019 roku podjęto decyzję o odbudowie budynku. Wyremontowany budynek oddano do użytku w październiku 2020 roku.